# Марі Мейнард Дейлі
Марі Мейнард Дейлі (англ. Marie Maynard Daly; нар. 16 квітня 1921 — пом. 28 жовтня 2003) — американська біохімік, яка стала першою у США афроамериканкою зі ступенем докторки філософії в хімії. Дейлі зробила важливий внесок у вивченні хімії гістонів, синтезу білків, зв'язків між холестеролом і гіпертензією, поглинанні креатину м'язовими клітинами.

## Біографія
Батько Дейлі, Айван Дейлі, емігрував з Британської Вест-Індії, знайшов роботу поштового службовця й одружився з Гелен Пейдж із Вашингтона. Марі народилася та виросла в Короні, Квінз. Вона часто відвідувала бабусю та дідуся по материнській лінії у Вашингтоні, де вона могла читати про науковців і їхні досягнення у великій дідовій бібліотеці. Її особливо вразила робота Поля де Крайфа «Мисливці на мікробів», яка частково вплинула на її рішення стати вченим.
На зацікавленість Дейлі у науці також вплинув її батько, який відвідував Корнелльський університет з наміром стати хіміком, але не зміг завершити навчання через брак коштів. Багато років по тому, Дейлі започаткувала у Коледжі Квінзу стипендіальний фонд на його честь, щоб допомогти афроамериканським студентам на хімічних і фізичних спеціальностях.

### Навчання
Дейлі навчалася у Середній школі Гантерського коледжу. Потім вона поступила в Коледж Квінзу, у районі Флашинґ. Вона жила вдома, щоб заощадити гроші, й у 1942 році закінчила Коледж Квінзу з відзнакою, отримавши ступінь бакалавра хімії.
Нестача робочої сили й необхідність науковців підтримувати воєнні дії дозволили Дейлі отримати стипендію на навчання в Нью-Йоркському та Колумбійському університеті для отримання ступеня магістра й доктора філософії, відповідно.
Під час навчання в Нью-Йоркському університеті Дейлі працювала лаборантом у Коледжі Квінзу. У 1943 вона здобула ступінь магістра хімії. її керівницею була доктор Мері Л. Колдвелл. Колдвелл, яка мала докторський ступінь у нутриціології, допомогла Дейлі в дослідженні участі вироблених організмом хімічних речовин у процесі травлення. У 1947 Дейлі завершила докторську роботу на тему «Дослідження продуктів, що утворюються при дії панкреатичної амілази на кукурудзяний крохмаль».

### Кар'єра
з 1947 по 1948 рік Дейлі працювала викладачем фізичних наук у Говардському університеті, одночасно проводячи дослідження під керівництвом Германа Бренсона. Після отримання гранту від Американського онкологічного товариства на підтримку її досліджень, вона приєдналася до доктора Альфдреда Мірські в Рокфеллерському інституті, де вони вивчали клітинне ядро та його складові. У той час структура та функція ДНК ще не були до кінця зрозумілі.
У 1955 році Дейлі почала працювати у Коледжі лікарів і хірургів Колумбійського університету. Разом із доктором Квентіном Б. Демінґом вона вивчала артеріальний метаболізм. У 1960 році вона продовжила цю роботу вже у ролі асистента біохімії та медицини Медичного коледжу Альберта Ейнштейна в Університеті Єшива. З 1958 по 1963 рік Дейлі також працювала дослідником Американської кардіологічної асоціації.
Дейлі подобалося викладати студентам-медикам і вона присвятила себе збільшенню кількості студентів з меншин, зарахованих до медичних шкіл. У 1971 році вона стала асоційованим професором.
У 1975 році Дейлі була однією з 30 жінок науковиць представників меншин, які взяли участь у конференції про проблеми, з якими стикаються жінки меншин у STEM-науках. Конференція була проведена Американською асоціацією сприяння розвитку науки. Результатом стала публікація доповіді «Подвійний зв'язок: ціна, яку сплачують жінки-науковці з меншин» (1976).
Дейлі була членом престижної ради керівників Нью-Йоркської академії наук протягом двох років. Додаткові стипендії, які Дейлі отримала протягом усієї своєї кар'єри, включають Американське онкологічне товариство, Американську асоціацію сприяння розвитку науки, Нью-Йоркську академію наук і Раду з артеріосклерозу Американської кардіологічної асоціації.
Дейлі була призначена вченою Ради медичних досліджень міста Нью-Йорк. У 1986 році Дейлі звільнилася з Медичного коледжу Альберта Ейнштейна. У 1999 році вона була визнана Національною технічною асоціацією однією з 50 найкращих жінок в науці, техніці та технології.
Мері Мейнард Дейлі Кларк померла 28 жовтня 2003 року у віці 82 років.
На честь Дейлі названо початкову школу P.S.360Q The Dr. Marie M. Daly Academy of Excellence

## Дослідження

### Гістони
Дейлі цікавилася дослідженнями білків клітинного ядра. Вона розробила методи фракціонування матеріалу ядра та визначення його складу.
Вона вивчала гістони, білки клітинних ядер, і змогла довести амінокислотний склад різних фракцій гістонів. Вона припустила, що основу гістонів складають амінокислоти аргінін і лізин. Пізніше було доведено важливу роль гістонів в експресії генів. Робота Дейлі над вивченням гістонів вважається фундаментальною.

### Білки
Дейлі розробила методики виділення ядер з тканин і вимірювання нуклеотидного складу пуринів і піримідинів у дезоксипентозних нуклеїнових кислотах. Вона прийшла до висновку, що «крім аденіну, гуаніну, тиміну та цитозину, інші основи не були наявні в суттєвих кількостях».
Вона досліджувала біосинтез білків, включаючи роль у процесі цитоплазматичного рибонуклеопротеїну. Використовуючи мічену радіоактивним ізотопом амінокислоту гліцин, вона виміряла зміну метаболізму білків у мишей при годуванні та голодуванні. Це також дозволило їй спостерігати за активністю цитоплазми при введенні радіоактивно міченого гліцину в клітинне ядро.
У 1953 році Джеймс Ватсон і Френсіс Крік описали структуру ДНК. Приймаючи у 1962 році Нобелівську премію, Ватсон згадав важливість дослідження Дейлі на тему «Роль рибонуклеопротеїну в синтезі протеїну» для його роботи.

### Холестерол і гіпертензія
Дейлі та її колеги одними з перших визначили зв'язок між раціоном харчування і здоров'ям серця та кровоносної системи, досліджуючи вплив холестеролу, цукру та інших поживних речовин. Вона вперше встановила, що гіпертензія передує атеросклерозу, виявила зв'язок між холестеролом й утворенням артеріальних бляшок, що було вагомим відкриттям для розуміння природи настання серцевих нападів.
Її особливо цікавив вплив гіпертензії на систему кровообігу. Вона довела, що високий рівень холестеролу в раціоні призводить до засмічення артерій, а гіпертензія підвищує цей вплив. Вона вивчала вплив раціону і виявила, що холестерол і цукор пов'язані з виникненням гіпертензії. Досліджуючи старіння, вона припустила, що гіпертрофія гладких м'язів через старіння може бути причиною гіпертензії й атеросклерозу. Дейлі також проводила ранні дослідження впливу сигаретного диму на легені та гіпертензію.

### Креатин
У 1970-х роках Дейлі почала вивчати поглинання креатину м'язовими клітинами. У роботі «Поглинання креатину культивованими клітинами» (1980) вона описала умови, при яких м'язові тканини найкраще поглинають креатин.